# سلامة داود
سلامة داود رئيس جامعة الأزهر الشريف 11 أغسطس 2022، والعميد السابق لكلية اللغة العربية بإيتاي البارود، ورئيس قطاع المعاهد الأزهرية السابق.

## المؤهلات العلمية
- الإجازة العالِيَة (الليسانس) في البلاغة والنقد كلية اللغة العربية جامعة الأزهر بإيتاي البارود (بنين).
- درجة التَّخَصُّص (الماجستير) في البلاغة والنقد بكلية اللغة العربية جامعة الأزهر بإيتاي البارود.
- درجة العالِمِيَّة (الدكتوراه) في البلاغة والنقد كلية اللغة العربية جامعة الأزهر بإيتاي البارود.[1][2]

## المناصب الأكاديمية
عين معيدًا بقسم البلاغة والنقد عام ١٩٨٩ م، وعين مدرسًا مساعدًا بقسم البلاغة والنقد في كلية اللغة العربية بإيتاي البارود ١٩٩٣ م، ثم رقى إلى أستاذ مساعد بقسم البلاغة والنقد كلية اللغة العربية بإيتاي البارود ٢٠٠٢ م.
وعمل بوظيفة أستاذ مشارك في جامعة أم القرى بفرع القُنْفُذَة من ٢٠٠٣ م حتى ٢٠١٤ م، وأستاذ ورئيس قسم البلاغة والنقد كلية اللغة العربية بإيتاي البارود عام ٢٠١٥ م، وتولى منصب وكيل كلية اللغة العربية بإيتاي البارود لشئون التعليم والطلاب في ٢٠١٦ م، وعميدًا لذات الكلية في عام ٢٠١٩ م.
ويشغل عضوية عدد من اللجان، منها: لجان تطوير مناهج الطلاب الوافدين بالأزهر الشريف، ولجنة إعداد كتب تعليم اللغة العربية للناطقين بغيرها المعتمدة من فضيلة شيخ الأزهر لمركز تعليم الطلاب الوافدين بالأزهر الشريف، ولجنة الخطط والمناهج بجامعة الأزهر، ولجنة إعداد الخطة الدراسية لقسم البلاغة لطلاب الإجازة العالية، ولجنة إعداد الخطة الدراسية لقسم البلاغة لطلاب الدراسات العليا. كما نشر عددًا من الكتب والمؤلفات بدور النشر المحلية والعربية، وله عشرات البحوث بالمجلات العلمية المحكمة، وأشرف على عديد من الرسائل العلمية (ماجستير ودكتوراه) داخل جامعة الأزهر وخارجها، وشارك في عديد من المؤتمرات المحلية والإقليمية والدولية.
وعُين رئيس جامعة الأزهر ١١ أغسطس ٢٠٢٢ حتى الآن بقرار صادر عن شيخ الأزهر الشريف أحمد الطيب، وذلك بعد أن بلغ د. محمد حسين المحرصاوي سن المعاش القانوني.
وتم تعيينه رئيسا لجامعة الأزهر رسميًا في ١٩ أكتوبر ٢٠٢٢ لمدة أربع سنوات، بقرار صادر عن رئيس مجلس الوزراء مصطفى مدبولي.